# Bangun Seranten
Bangun Seranten is een bestuurslaag in het regentschap Tebo van de provincie Jambi, Indonesië. Bangun Seranten telt 3203 inwoners (volkstelling 2010).